# Dalneje-See
Der Dalneje-See (russisch Дальнее озеро) liegt nahe der Ostküste der Halbinsel Kamtschatka im äußersten Osten Russlands.
Der Dalneje-See befindet sich 22 km südwestlich der Stadt Petropawlowsk-Kamtschatski. Die geschlossene Stadt Wiljutschinsk liegt 3,5 km östlich des Sees an der Südwestküste der Awatscha-Bucht. Der annähernd rechtecksförmige See besitzt in Ost-West-Richtung eine Längsausdehnung von 2,5 km sowie eine maximale Breite von 600 m. Er liegt auf einer Höhe von 29,7 m und wird nach Westen zur Paratunka entwässert. Die maximale Wassertiefe beträgt 60 m, die mittlere Wassertiefe liegt bei 31,5 m. Der Seeboden liegt somit unterhalb des Meeresspiegels. Der Dalneje-See befindet sich in einem Naturschutzgebiet der IUCN-Kategorie III.

## Fischfauna
Im Dalneje-See kommt die endemische Saiblingsart Salvelinus krogiusae vor. Das Vorkommen dieser Süßwasser-Fischart ist auf den See beschränkt.